# Esposizione aeronautica italiana
L'Esposizione aeronautica italiana fu una mostra che si tenne al Palazzo dell'Arte di Milano nel 1934, da giugno a ottobre.

Sala d'Icaro di Giuseppe Pagano, scultura di Marcello Mascherini

Fu ideata da Marcello Visconti di Modrone, podestà di Milano e si proponeva di ricostruire la storia dell'aeronautica nazionale dalle origini al 1934.
Nella mostra furono esposti numerosi velivoli tra i quali lo Sva di Gabriele D'Annunzio, utilizzato per la spedizione su Vienna, l'S55 con cui Italo Balbo aveva compiuto la traversata atlantica, l'apparecchio usato da Carlo Maria Piazza nella guerra in Libia e i resti dell'apparecchio di Francesco Baracca, l'Albatros da cui cadde a terra Mussolini durante un volo di allenamento. Nell'atrio figuravano intatti gli storici apparecchi di Cabruna e Novelli.
L'esposizione aeronautica vide la partecipazione di importanti artisti e architetti dell'epoca, Giuseppe Pagano progettò la Sala d'Icaro.
La mostra, infatti, fece proprio il modello espositivo della precedente Mostra della Rivoluzione fascista ovvero quello di accostare il materiale documentario esposto con rappresentazioni artistiche espressioniste per enfatizzarne il contenuto in chiave propagandista i successi italiani nel campo dell'aviazione. 
La facciata della mostra fu ideata dal pittore Erberto Carboni.

## Sale
Primo piano
- Ingresso - allestimento Giuseppe Pagano con i pittori Costantino Nivola e Giovanni Pintori.
- Sala dei Precursori - Luigi Figini e Gino Pollini
- Sala Forlanini - Allestita da Banfi, Belgioioso, Peressutti, Rogers.
- Sala dei "Primi voli" - Allestita da Banfi, Belgioioso, Peressutti, Rogers.
- Sala dell'Aviazione nella guerra libica - Allestita da Esodo Pratelli
- Sala D'Annunzio - Allestita da Guido Frette
- Sala Traguardi di puntamento
- Sala delle medaglie d'oro - Allestita da Marcello Nizzoli e Edoardo Persico
- Sala "L'aviazione nella grande guerra" - Allestita da Mario Sironi
- Sala "Il più leggero"- dedicata a aerostati e dirigibili - Allestita da Giò Ponti
- Sala "Aviazione e fascismo" - Luciano Baldessari
- Sala d'Icaro - Architetto: Giuseppe Pagano, Scultore: Marcello Mascherini, Pittore: Bruno Munari
- Scalone d'onore - Giuseppe Pagano

Secondo Piano 
- Sala del Demanio - Architetti: G. Mondaini e D. Santambrogio
- Sala dell'Aerodinamica - Allestita da Franco Albini
- Sala delle Costruzioni aeronautiche - Allestita da Renato Camus
- Sala dei Raids e records - Allestita da Giancarlo Palanti
- Sala del Volo di Massa e Crociere - Allestita da Paolo Clausetti e Giovanni Romano
- Sala della Meteorologia - Ideata da Giuseppe Pagano
- Sala della Crociera del decennale (Salone d'Onore) - Ideata da Giuseppe Pagano e da Arturo Martini
- Sala della Psicofisiologia - Allestita da Giulio Minoletti
- Sala delle Scuole di Volo - Allestita da Piero Bottoni
- Sala del Volo a vela - Allestita da Banfi, Belgioioso, Peressutti, Rogers.
- Sala dell'alta velocità - Allestita da Banfi, Belgioioso, Peressutti, Rogers.
- Sala dei mezzi di sicurezza e paracadute - Allestita da Eugenio Faludi
- Sala dell'Aviazione civile - Turismo Aereo - Posta Aerea - Allestita da Luciano Baldessari

Il padiglione nel parco (o dell Stampa) di Luciano Baldessari per la V Trienale di Milan del 1993 fu allestito da Agnoldomenico Pica per Aerofotografia, Aerocartografia e bibliografia. Nel parco ci fu anche un enorme plastico in scala 1:50 di un aeroporto modello di Grugnola e Giulio Besi.